# Skillet (álbum)
Skillet es el álbum debut homónimo de la banda rock cristiano Skillet. Fecha de lanzamiento en 1996 como Discos compactos y casetes de audio de Fore Front y Ardent Records, se muestra potentes letras cristianas con un sonido de rock grunge . Skillet era, en ese momento, una banda de tres piezas compuesto por John Cooper en la voz, bajo y piano, Trey McClurkin en la batería y coros y Steorts Ken en la guitarra y voz de respaldo.

## Lista de temas
| N.º | Título              | Duración |  |
| 1.  | «I Can»             | 4:18     |  |
| 2.  | «Gasoline»          | 4:02     |  |
| 3.  | «Saturn»            | 5:10     |  |
| 4.  | «My Beautiful Robe» | 3:39     |  |
| 5.  | «Promise Blender»   | 3:56     |  |
| 6.  | «Paint»             | 3:21     |  |
| 7.  | «Safe With You»     | 3:49     |  |
| 8.  | «You Thought»       | 3:41     |  |
| 9.  | «Boundaries»        | 4:06     |  |
| 10. | «Splinter»          | 2:41     |  |

## Créditos
- John L. Cooper – voz, bajo, teclados
- Trey McClurkin - batería, coros
- Ken Steorts - guitarra, coros

## Videos musicales
- "I Can"
- "Gasoline"
- "Saturn"

- Skillet fue el único álbum de ellos que hicieron varios vídeos musicales, hasta Comatose que tenía cuatro. Cada álbum en el medio había una sola, a excepción de Ardent Worship, que no tenía ninguno.

- "I Can " es un video de base, y muestra a la banda tocando en un escenario junto con varias fotos de la gente adorando a Dios. El video fue filmado claramente durante un show en vivo real, ya que añade una parte en la final de la canción donde John Cooper testigos a la multitud, y agrega una porción extra de la banda tocando.

- El "Gasoline" también muestra a la banda tocando en un escenario, aunque no se sabe si esto fue durante un show real o si fue simplemente para la filmación del video. También cuenta con escenas de John arrastrándose en una escena exterior, destinado a ser clamando por Dios.

- En video "Saturn" muestra a la banda conformada por alrededor de un gran telescopio y de laboratorio, así como tocando en una azotea.